# El final d'un Imperi
El final d'un Imperi (títol original en anglès, Indian Summers) és una sèrie de televisió dramàtica britànica que es va començar a emetre a Channel 4 el 15 de febrer de 2015. La sèrie detalla els esdeveniments estivals a Simla (el destí de vacances de l'Índia britànica), als contraforts de l'Himàlaia, per un grup de la comunitat britànica governant i comerciant a l'època del Raj britànic. La primera temporada està ambientada el 1932. Posteriorment es va emetre a diversos països. S'ha doblat al valencià per a À Punt.
El programa es va renovar per a una segona i última temporada l'1 de març de 2015. La segona entrega està ambientada el 1935 i es va començar a emetre el 13 de març de 2016. Tot i que inicialment els productors van planificar-ne cinc temporades, el 25 d'abril de 2016 es va anunciar que el programa no es renovaria per a una tercera entrega a causa de les baixes qualificacions i la forta competència en la seva franja horària.

## Repartiment
- Henry Lloyd-Hughes com a Ralph Whelan
- Nikesh Patel com a Aafrin Dalal
- Julie Walters com a Cynthia Coffin
- Patrick Malahide com el lord Willingdon
- Jemima West com a Alice Whelan
- Roshan Seth com a Darius Dalal
- Lillete Dubey com a Roshana Dalal
- Aysha Kala com a Sooni Dalal
- Alexander Cobb com a Ian McLeod
- Fiona Glascott com a Sarah Raworth
- Craig Parkinson com a Dougie Raworth
- Olivia Grant com a Madeleine Mathers
- Amber Rose Revah com a Leena Prasad
- Rick Warden com a Ronnie Keane
- Tanmay Dhanania com a Naseem Ali Khan
- Ashna Rabheru com a Shamshad Dalal
- Indi Nadarajah com a Kaiser
- Ash Nair com a Bhupinder

### Temporada 1
- Ellora Torchia com a Sita
- Edward Hogg com a Eugene Mathers
- Alyy Khan com a Ramu Sood
- Daniel Skitch com a botiguer
- Anthony Theil com el forense

### Temporada 2
- Art Malik com el maharajà d'Amritpur
- Rachel Griffiths com a Sirene/Phyllis
- Sugandha Garg com a Kaira Das
- Arjun Mathur com a Naresh Banerjee
- Blake Ritson com a Charlie Havistock

## Producció
La sèrie es va rodar a Penang (Malàisia) com a substitut de Simla. Simla no va ser escollit com a lloc de rodatge a causa de la gran quantitat d'edificis moderns i perquè la temporada de monsons hauria interferit amb el rodatge. Els espais de rodatge inclouen Penang Hill i edificis històrics a George Town i els voltants, que comparteixen un llinatge arquitectònic colonial britànic similar.

## Llista d'episodis

### Temporada 1 (2015)
| Núm. total | Núm. de la temporada | Títol        | Direcció     | Guió          | Data d'emissió original | Data d'emissió a À Punt |
| --- | -------------------- | ------------ | ------------ | ------------- | ----------------------- | ----------------------- |
| 1 | 1                    | «Capítol 1»  | Anand Tucker | Paul Rutman   | 15 de febrer de 2015    | 28 d'octubre de 2024    |
| Els britànics arriben a la caserna general d'estiu al nord de l'Índia per a passar una temporada de festes, romanços i problemes; entre ells, un intent d'assassinat. |                      |              |              |               |                         |                         |
| 2 | 2                    | «Capítol 2»  | Anand Tucker | Paul Rutman   | 22 de febrer de 2015    | 1 de desembre de 2024   |
| La Sarah sospita del passat de l'Alice i comença una feina detectivesca per descobrir els motius reals del seu trasllat a l'Índia.                                    |                      |              |              |               |                         |                         |
| 3 | 3                    | «Capítol 3»  | Anand Tucker | Nicole Taylor | 1 de març de 2015       | 8 de desembre de 2024   |
| Sooni es clava en problemes. La manipulació de testimonis és un escàndol. Ramu s'enfronta a Armitage en la fira. Dougie li ho explica tot a Sarah.                    |                      |              |              |               |                         |                         |
| 4 | 4                    | «Capítol 4»  | Anand Tucker | Paul Rutman   | 8 de març de 2015       | 15 de desembre de 2024  |
| El virrei rep una benvinguda reial. Falta una prova crucial. Aafrin envia Alice a fer un encàrrec urgent. Ian rep males notícies.                                     |                      |              |              |               |                         |                         |
| 5 | 5                    | «Capítol 5»  | Jamie Payne  | Paul Rutman   | 15 de març de 2015      | 22 de desembre de 2024  |
| Eugene conta a Cynthia un secret. Adam i sa mare fan una visita sorpresa. Ralph, en la seua festa de compromís, juga a la política.                                   |                      |              |              |               |                         |                         |
| 6 | 6                    | «Capítol 6»  | Jamie Payne  | Paul Rutman   | 22 de març de 2015      | 29 de desembre de 2024  |
| Un muntanyer causa problemes. Hi ha una atracció entre Aafrin i Alice. El nomenament de Ralph es veu frustrat per la tragèdia.                                        |                      |              |              |               |                         |                         |
| 7 | 7                    | «Capítol 7»  | Jamie Payne  | Lisa McGee    | 29 de març de 2015      | 12 de gener de 2025     |
| Troben el sospitós d'assassinat i confessa. A Aafrin li fan xantatge. Mentrestant, el British Club interpreta a Oscar Wilde.                                          |                      |              |              |               |                         |                         |
| 8 | 8                    | «Capítol 8»  | David Moore  | Anna Symon    | 5 d'abril de 2015       | 19 de gener de 2025     |
| Mentre els ciutadans de Simla observen, Ramu és jutjat per l'assassinat de Jaya. Leena i Ian el defenen. Humilien a Sarah.                                            |                      |              |              |               |                         |                         |
| 9 | 9                    | «Capítol 9»  | David Moore  | Paul Rutman   | 12 d'abril de 2015      | 26 de gener de 2025     |
| Madeleine se sorprén. El destí de Ramu està en mans de Ralph. Aafrin pren decisions fatídiques.                                                                       |                      |              |              |               |                         |                         |
| 10 | 10                   | «Capítol 10» | David Moore  | Paul Rutman   | 12 d'abril de 2015      | 2 de febrer de 2025     |
| El club canvia de rumb. Ian es converteix en l'heroi local. |                      |              |              |               |                         |                         |

### Temporada 2 (2016)
L'1 de març de 2015, Channel 4 va confirmar que El final d'un Imperi tornaria per a una segona i última temporada el 2016, protagonitzada per nous membres del repartiment com Art Malik i Rachel Griffiths, nominada a l'Oscar. El primer episodi es va emetre el diumenge 13 de març de 2016. La temporada de 10 parts torna a Simla l'estiu de 1935, tres anys després dels esdeveniments de la primera entrega. Paul Rutman, creador i guionista de la sèrie, va dir: "La nostra història avança tres anys, a l'estiu passat d'un virrei, una aposta política per sufocar la independència i un gran judici per a en Ralph, l'Alice i l'Aafrin".
| Núm. total | Núm. de la temporada | Títol                        | Direcció           | Guió                     | Data d'emissió original | Data d'emissió a À Punt |
| --- | -------------------- | ---------------------------- | ------------------ | ------------------------ | ----------------------- | ----------------------- |
| 11 | 1                    | «Un indi amb trage britànic» | John Alexander     | Paul Rutman              | 13 de març de 2016      | 20 de juny de 2025      |
| Aafrin des de dins de l'administració pública lluita per la independència de l'Índia. |                      |                              |                    |                          |                         |                         |
| 12 | 2                    | «Falcó negre»                | John Alexander     | Lisa McGee i Paul Rutman | 20 de març de 2016      | 23 de juny de 2025      |
| Naresh amenaça la vida de la família d'Aafrin si no troba l'espia que el va trair. Ralph s'enfrontarà a obstacles i Sooni està atabalada per la pressió familiar. |                      |                              |                    |                          |                         |                         |
| 13 | 3                    | «Déus blancs»                | John Alexander     | Paul Rutman              | 26 de març de 2016      | 24 de juny de 2025      |
| Sooni i Ian han de resoldre l'assassinat de Kaira. Aafrin irromp en una baralla familiar. Mentre el maharajà d'Amritpur visita Simla amb l'amant. |                      |                              |                    |                          |                         |                         |
| 14 | 4                    | «La cadira buida»            | Jonathan Teplitzky | Lisa McGee               | 3 d'abril de 2016       | 25 de juny de 2025      |
| Soonie s'enfronta a Aafrin. I Madeline cerca un aliat. |                      |                              |                    |                          |                         |                         |
| 15 | 5                    | «Conillets a amagar»         | Jonathan Teplitzky | Paul Rutman              | 10 d'abril de 2016      | 26 de juny de 2025      |
| Lord Hawthorne vol que arresten Adam. L'aventura d'Alice i Aafrin pot quedar al descobert després del terratrémol. Mentrestant, Ralph comença a sospitar del seu passat. |                      |                              |                    |                          |                         |                         |
| 16 | 6                    | «Un regal per al rei»        | Jonathan Teplitzky | Paul Rutman              | 17 d'abril de 2016      | 27 de juny de 2025      |
| Comencen les celebracions de les Noces de Plata del rei. El paper d'Aafrin com a doble agent arriba al clímax quan intenta aturar el pla de Naresh d'atacar el cor del domini britànic.                                                                                     |                      |                              |                    |                          |                         |                         |
| 17 | 7                    | «La proposta»                | Paul Wilmshurst    | Paul Rutman              | 24 d'abril de 2016      | 30 de juny de 2025      |
| Sooni es veu obligada a triar entre tres pretendents. El maharajà posa a prova Ralph i Madeline. Els Raworth tornen tristament a Simla. |                      |                              |                    |                          |                         |                         |
| 18 | 8                    | «La festa d'aniversari»      | Paul Wilmshurst    | Anna Symon               | 1 de maig de 2016       | 1 de juliol de 2025     |
| Alice i Aafrin decideixen fugir, però a mesura que el temps passa, Charlie s'acosta al seu pla. La dolorosa decisió de Sooni sobre els seus pretendents amenaça de destrossar a la seua família. Els somnis de Ralph de convertir-se en virrei reben un altre cop terrible. |                      |                              |                    |                          |                         |                         |
| 19 | 9                    | «Tot per al guanyador»       | Paul Wilmshurst    | Paul Rutman              | 8 de maig de 2016       | 2 de juliol de 2025     |
| Ralph s'adona que les persones més pròximes a ell han estat conspirant d'amagat. Després de descobrir la veritat sobre l'aventura de la seua dona, Charlie organitza la caiguda d'Aafrin.                                                                                   |                      |                              |                    |                          |                         |                         |
| 20 | 10                   | «Adeu a la llar»             | Paul Wilmshurst    | Paul Rutman              | 15 de maig de 2016      | 3 de juliol de 2025     |
| Alice i Charlie es preparen per a anar-se'n de l'Índia. Ralph i Aafrin prenen decisions sobre les seues carreres. Cynthia i els Soods fan una oferta per Chotipool. La violència esclata en les planures i posa en greu perill els residents.                               |                      |                              |                    |                          |                         |                         |

## Rebuda
La primera temporada d'El final d'un Imperi va rebre crítiques molt positives, i va rebre una puntuació del 88% a Rotten Tomatoes. En aquell moment, el primer episodi va ser el drama original britànic amb més puntuació de Channel 4 en més de 20 anys. Després de l'emissió del primer episodi, The Times va descriure la sèrie: "Una obra de subtilesa, intel·ligència i certa bellesa". The Independent va escriure que "El final d'un Imperi és una experiència totalment immersiva que submergeix el seu públic al Simla dels anys 30, a l'Índia governada pels britànics". The Daily Express va afirmar: "L'obertura no va decebre". Als Estats Units, el San Francisco Chronicle va qualificar la sèrie d'"exemplar" i va afirmar que Rutman tenia un "exquisit sentit del personatge".

## Emissió internacional
El final d'un Imperi es va estrenar als Estats Units a PBS el 27 de setembre de 2015. Es va estrenar a Austràlia a BBC First el 16 de maig de 2015, mentre que a Nova Zelanda, es va estrenar a TV One el 7 de juny del mateix any. A Estònia, el programa es va estrenar al Kanal 2 el 12 de juliol i a SVT1 de Suècia el 20 de juny. El 31 de maig es va estrenar a NRK1 a Noruega. A Finlàndia, la sèrie es va estrenar a Yle TV1 el 22 de novembre de 2017. L'estrena televisiva a França i Alemanya va arribar al canal Arte el 29 de setembre de 2016. El 28 d'octubre de 2024 va començar a emetre's a À Punt amb doblatge valencià i amb emissió diària.